# Dearest Fiona
Dearest Fiona ist ein niederländischer Film unter der Regie der Künstlerin Fiona Tan aus dem Jahr 2023. Der Film feierte am 19. Februar 2023 auf der Berlinale seine Weltpremiere in der Sektion Forum.

## Handlung
Der Vater der Künstlerin Fiona Tan war Australier mit indonesisch-chinesischem familiären Hintergrund. Als die Regisseurin vor gut 30 Jahren zum Kunststudium nach Amsterdam gezogen war, bekam sie die Briefe von ihm. Diese bilden die Tonebene des Films aus dem Off. Die meist schwarzweißen, manchmal auch nachkolorierten Archivbilder aber sind über 100 Jahre alt und erlauben einen Blick in den Alltag der Niederlande, zeigen Tulpenzucht und Werftarbeit, Dammbau und Landgewinnung, Dorfleben und Fischfang. Eine Verbindung zwischen den beiden Kontinenten ergibt sich, wenn im Bild gezeigt wird, wie in einem niederländischen Hafen Fracht aus der ehemaligen Kolonie Niederländisch-Indien ausgeladen wird.

## Produktion

### Filmstab
Regie führte Fiona Tan.

### Dreharbeiten und Veröffentlichung
Der Film feierte am 19. Februar 2023 auf der Berlinale seine Weltpremiere in der Sektion Forum.

## Auszeichnungen und Nominierungen
- 2023: Internationale Filmfestspiele Berlin